# Hopi-Buttes-Volcanic-Field
Koordinaten: 35° 27′ N, 110° 6′ W

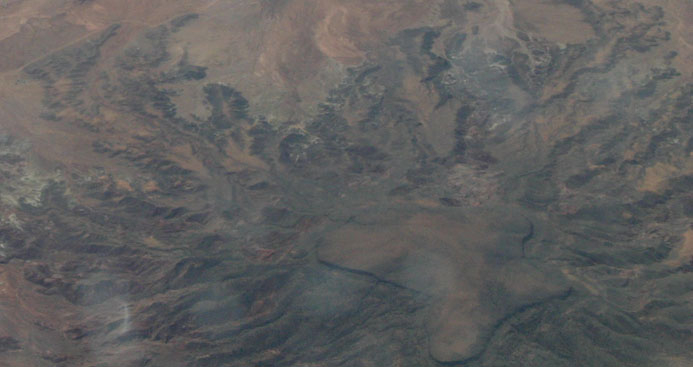
Schräg nach Süden aufgenommenes Luftbild des Smith Butte

Das Hopi-Buttes-Volcanic-Field ist ein monogenetisches Vulkanfeld im Nordosten des US-amerikanischen Bundesstaats Arizona. Es liegt etwa 50 bis 80 Kilometer nordöstlich von Winslow in 1650 bis 2080 Meter Höhe und hat einen Durchmesser von etwa 60 Kilometer. In einem 2500 Quadratkilometer großen Gebiet befinden sich hier rund 300 Maare und Diatreme. Der Hauptteil der phreatomagmatischen Tätigkeit fand im Miozän, im Zeitraum 8,5 bis 6,0 Millionen Jahre BP statt (Tortonium bis Messinium), die letzten Explosionen ereigneten sich im Pliozän vor etwa 4,2 Millionen Jahren (Zancleum).

## Buttes und Mesas
Die namensverleihenden Buttes (dt. «Härtlinge») sind meist aus limburgitischen Diatremen oder Diatremkomplexen aufgebaut, die Mesas («Tafelberge») werden generell von Lavaströmen aus Monchiquit abgedeckt.

## Maare und Diatreme
Im Vulkanfeld liegen folgende bedeutende Maare:
- Coliseum-Maar[1]
- Morale-Claim-Maar[2][3]

Die Maare können Durchmesser bis zu 800 Meter erreichen und bilden meist nur recht niedrige Erhebungen. Manche sind auch vollständig unter Alluvium verborgen. Sie entstanden durch phreatomagmatische Explosionen in einem weitläufigen Playasystem und wurden anschließend ihrerseits mit sehr unterschiedlichen Seesedimenten verfüllt. Neben feinkörnigen klastischen Sedimenten und Karbonaten (Travertin) finden sich limburgitische Tuffe und Tuffbrekzien, Agglomerate, aus den Schlotwänden herausgerissene Sedimentgesteine (in der Regel Wingate Sandstone), sowie Gänge, Necks und Lavaströme aus Monchiquit.
Zur Erklärung der explosiven Tätigkeit bestehen zwei Möglichkeiten:
- Beim Magmenaufstieg wurde Gas auf Grund der Druckentlastung aus dem Magma freigesetzt.
- Aufsteigendes Magma kam in Kontakt mit Oberflächenwasser oder nassen Playasedimenten.

## Geologischer Überblick
Das Hopi-Buttes-Volcanic-Field ist Teil der Painted Desert und gehört geologisch zum Colorado-Plateau. Es liegt am äußersten Südrand des Black-Mesa-Beckens, anteilig auf den Territorien der Navajo Nation und der Hopi. Die alluvialen Schwemmebenen aus dem Pleistozän und dem Holozän werden hier von zahllosen Necks und lavabedeckten Mesas durchschnittlich um 180 Meter überragt. Die umgebenden Schwemmebenenterrassen sind komplex aufgebaut, ihre unterschiedlichen Niveaus zeugen von mehreren Erosions- und Sedimentationszyklen.
Die älteste im Untergrund anstehende Gesteinseinheit besteht aus rotbraunen Siltsteinen mit eingeschalteten kieselhaltigen Kalklagen des Owl-Rock-Members aus der obertriassischen Chinle-Formation. Darüber folgt der Wingate Sandstone – rotbraune Siltsteine mit schräggeschichteten, rotbraunen und weißen Sandsteinen. Diese beiden Einheiten sind im Südwestteil des Vulkanfeldes aufgeschlossen.
Die eigentlichen Vulkanite der Hopi Buttes sind in die Bidahochi-Formation eingeschaltet. Die Bidahochi-Formation – kalkhaltige lakustrische Siltsteine, Tonsteine und Tuffe in ihrem unteren Abschnitt – setzt nach einer langen Schichtlücke im mittleren Miozän vor zirka 16 Millionen Jahren mit einer leichten Diskordanz ein.
Tufflagen aus der 150 Meter mächtigen unteren Bidahochi-Formation wurden auf den Zeitraum 15,8 bis 13,7 Millionen Jahre BP (Mittleres Miozän – Langhium) datiert. Die Sedimentation in der unteren Bidahochi-Formation ist noch vor 8,5 Millionen Jahren BP im Tortonium zu Ende gegangen.
Die Sedimente der Chinle-Formation, des Wingate Sandstone als auch der unteren Bidahochi-Formation wurden anschließend von basaltischen und Tuffbrekzien führenden Schloten und Gängen durchschlagen. Die Hauptmenge der radiometrischen Alter dieses explosiven, phreatomagmatischen Vulkanismus liegen zwischen 8,5 und 6,0 Millionen Jahren BP, d. h. im Zeitraum Tortonium bis Messinium. Gleichzeitig kam es zur Extrusion von nahezu horizontal liegenden Lavaströmen und assoziierten vulkanischen Agglomeraten. Auch Tuffringe entstanden.
Nach dem Abklingen der vulkanischen Tätigkeit wurden in der oberen Bidahochi-Formation hauptsächlich fluviatile und äolische Sande sedimentiert.
Die Hanglagen der Schlote und Überreste der alluvialen Terrassen werden jetzt meist von grobem Schottermaterial bedeckt, Silte füllten die tiefergelegenen Schwemmebenen.

## Petrologie
Die einen Großteil der Mesas abdeckenden, schwarzen Lavaströme, die Necks und die Gänge bestehen aus Monchiquit, einem Lamprophyrgestein. Die Tuffe und Tuffbrekzien sind aus Limburgit zusammengesetzt. Chemisch und mineralogisch sind diese beiden Gesteinstypen jedoch sehr ähnlich, der hauptsächliche Unterschied liegt in ihrer petrologischen Struktur. Der Monchiquit ist grobkörniger, besitzt Mikrolithen aus Augit in der Grundmasse und bildet Lavaströme. Die Limburgittuffe bestehen aus braunem Glas, Hohlräume werden von Kalzit ausgefüllt und von schwarzen, opaken Eisensulfiden umrahmt.
Beide Gesteinstypen enthalten folgende Phänokristalle:
- Augit (am häufigsten)
- Olivin
- Biotit

Sie unterscheiden sich von den normalen Alkaligesteinen des südlichen Colorado-Plateaus durch folgende Charakteristika:
- Orthopyroxen, Hornblende und Plagioklas sind abwesend oder nur in geringen Mengen zugegen.
- Feldspatvertreter und Zeolithe sind vorhanden. Matrixmineral ist meist Analcim, auch Nephelin kann auftreten.
- Extreme Untersättigung an SiO2.
- Hohe Gehalte an TiO2, P2O5, Wasser und Kohlendioxid.

Die Monchiquite sind sehr stark an inkompatiblen Elementen wie beispielsweise Arsen, Barium, Blei, Quecksilber, Rubidium, Seltene Erden, Silber, Strontium, Uran, Vanadium, Zink, Zinn und Zirkon angereichert. Insbesondere Uran erreicht sehr hohe Konzentrationen (bis zu 5000 ppm) und wurde daher in den 1950ern in uranführenden Travertinablagerungen stellenweise abgebaut.
Die nicht vorhandene Europium-Anomalie deutet auf minimale Verweildauer des Magmas im Krustenbereich. Ursprungsort des Magmas war ein unterhalb des Kontinentalschilds gelegener und von Inhomogenitäten durchsetzter oberer Erdmantel.